# Culpa in causa
Culpa in causa (letterlijk: schuld in oorzaak), vroeger ook wel aangeduid met dolus in causa, versari in re illicita en actio libera in causa, is een beginsel uit het Nederlandse strafrecht. Culpa in causa is een vorm van eigen schuld van de dader waardoor deze zich, bij het plegen van een strafbare handeling, niet meer met succes kan beroepen op een strafuitsluitingsgrond.

## Definitie
Over de exacte betekenis en reikwijdte van het beginsel bestaat nog onenigheid. Een vaker terugkerende definitie is die van Nijboer en Wemes. Zij gaven de volgende definitie van culpa in causa:

Culpa in causa is aan de orde in de gevallen waarin de straffeloosheid van een gedraging kan worden afgewezen omdat de dader zich verwijtbaar, vrijwillig in een delictssituatie heeft gemanoeuvreerd.

Voor culpa in causa moet er dus voldaan zijn enkele vereisten. Allereerst moet er sprake zijn van een strafbare handeling. Ten opzichte van deze handeling kan de dader zich beroepen op een strafuitsluitingsgrond. Dit beroep wordt vervolgens verworpen onder verwijzing naar de eigen schuld van de verdachte. Culpa in causa speelt in Nederlandse strafrechtspraktijk hoofdzakelijk een rol bij de beoordeling van geschreven strafuitsluitingsgronden, namelijk ontoerekenbaarheid, overmacht, noodweer en noodweerexces, wettelijk voorschrift, bevoegd en onbevoegd gegeven ambtelijk bevel. Bij de twee ongeschreven strafuitsluitingsgronden, afwezigheid van alle schuld en ontbreken van de materiële wederrechtelijkheid, speelt het beginsel dus nauwelijks.

## Geschiedenis
Het begrip culpa in causa werd door Willem Pompe in de jaren dertig van de twintigste eeuw geïntroduceerd. Bij Pompe ging het specifiek om een verwijt dat de dader trof ten aanzien van 'zijn onwetendheid, zijn gemis aan voorzien, of zijn onoplettendheid.' Hij gebruikte ook wel de term 'eigen schuld' om aan te geven dat de dader zichzelf in een positie heeft gebracht waarin hij het delict moest begaan. Voor de introductie van het begrip door Pompe werd ook wel gesproken van versari in re illicita, een term uit het canonieke recht uit de twaalfde en dertiende eeuw. De versari in re illicita houdt in dat degene die een ongeoorloofde handeling verricht ook aansprakelijk is voor alle gevolgen van die handeling. Ook het begrip actio libera in causa werd gebruikt om een soortgelijke regel, meestal bij zelf-intoxicatie, aan te duiden.
Auteurs hebben zich verschillend uitgelaten over de culpa in causa. Bins stelt als voorwaarde 'dat er sprake moet zijn ten eerste van aanwijsbaar onjuist handelen, en ten tweede van voorzienbaarheid van de gevolgen, beoordeeld vanuit het bewust onjuist handelen.' Terwijl Vellinga de schuld van de dader ziet in het onzorgvuldig handelen voordat hij het delict pleegt. Voorwaarde is dat de dader een verwijt kan worden gemaakt, dat hij wist dat hij niet over de juiste kennis of bekwaamheid beschikte. Hazewinkel-Suringa omschrijft culpa-in-causa kortweg als 'zich onachtzaam in een riskante zaak begeven'. Strijard kwam met zijn eigen theorie van de anterieure verwijtbaarheid die op twee manieren kon ontstaan: dolus in causa ('de dader begeeft zich bewust en met opzet in een strafuitsluitingssituatie waarin hij een delict pleegt') en culpa in causa ('de dader had moeten en kunnen voorzien dat hij in een strafuitsluitende situatie zou geraken waarin hij een delict zou kunnen plegen'). Nijboer en Wemes leveren op hun beurt weer kritiek op de theorie van Strijards. Zij stellen dat onder de theorie van anterieure verwijtbaarheid doorslaggevend is of de dader weet of hoorde te beweten dat hij zichzelf in een strafbare situatie kon begeven. Volgens hen rekt dit de strafbaarheid te ver op. Nijboer en Wemes onderscheiden culpa in causa op bestandsdeelniveau (opzet of schuld als onderdeel van de delictsomschrijving) en op elementsniveau (bij beoordeling van de wederrechtelijkheid en verwijtbaarheid van de gedraging).

## Rechtspraak

### Ontoerekenbaarheid
De rechtspraak omtrent culpa in causa bij ontoerekenbaarheid bestaat voornamelijk uit zelf veroorzaakte dronkenschap. Tegenwoordig valt dit onder de noemer auto-intoxicatie waar ook zelf veroorzaakte bewustzijnsstoornissen door drugs- of medicijngebruik onder vallen. Een bekend voorbeeld betreft het Culpa in causa-arrest. Het betrof een uitspraak over een kleinzoon die zijn eigen grootmoeder tijdens een paranoïde psychose had doodgestoken. Deze psychose was veroorzaakt door zijn heroïne- en cocaïnegebruik. De Hoge Raad oordeelde dat het beslissend was 'of de verdachte 'verwijtbaar' is komen te verkeren in een toestand van ziekelijke storing van zijn geestvermogens'. Hier speelde tevens mee, dat het bekend was dat cocaïne en heroïne het normbesef aantast. Deze door de Hoge Raad geformuleerde regel geldt in beginsel alleen bij vrijwillige zelf-intoxicatie. Indien men zichzelf onbewust onder een roes brengt, of indien men onbekend is met de effecten van bijvoorbeeld een bepaald medicijn, mag de verdachte niet zomaar culpa in causa tegengeworpen krijgen.
Andere voorbeelden uit de rechtspraak zijn: het in een dronken bui lid worden van de NSB. Het tribunaal in kwestie vond dat het uitgaan met een bekende NSBer terwijl men zichzelf dronken voert voldoende is om culpa in causa aan te nemen. Iemand die in een dronken bui andere personen verwondt of doodt, terwijl men weet dat men zich onder invloed van alcohol abnormaal en agressief gedraagt, zal doorgaans ook geen succesvol beroep op ontoerekenbaarheid kunnen doen. De Hoge raad overwoog, dat hoewel 'verdachte de feiten gepleegd heeft in een toestand van gestoord bewustzijn', het feit hem toch aangerekend kon worden, omdat hij zichzelf in die situatie heeft gebracht. Ook bij alcohol in het verkeer komt het culpa-in-causabeginsel voor. Iemand die niet voornemens is om dronken te gaan rijden, maar die toch zoveel alcohol gebruikt dat hij 'een voor hem dagelijkse routinehandeling, zoals het besturen van een motorrijtuig, zou (kunnen) gaan verrichten', zal de culpa in causa tegengeworpen krijgen, omdat hij ook in dit geval rekening had moeten houden met de uitwerking van alcohol.

### Overmacht
In de jurisprudentie staat de eigen schuld dikwijls in de weg van het aannemen van een overmachtssituatie. Die eigen schuld is dan gelegen in het feit dat de dader zelf een aandeel heeft gehad in het ontstaan van de overmachtssituatie. Dit geldt voor alle drie de overmachtsvormen, namelijk voor fysieke overmacht, psychische overmacht en overmacht als noodtoestand.
Een voorbeeld van culpa in causa bij noodtoestand, betreft een vader die zijn vrouw en kinderen had verlaten voor een andere vrouw, waar hij ook kinderen mee kreeg. Hierdoor kon hij niet meer voorzien in het levensonderhoud van de kinderen uit zijn eerste huwelijk. De Hoge Raad overwoog dat de verdachte 'zichzelf in den toestand heeft gebracht, die het hem onmogelijk maakte aan alle op hem rustende wettelijke verplichtingen te voldoen' en dat hij zich daardoor niet op overmacht kon beroepen. Pompe merkt in zijn noot op dat, naast de eigen schuld van de verdachte, hier ook de onbehoorlijkheid van het gedrag van de verdachte een rol speelt. De Hullu sluit zich hier ook bij aan en merkt op dat bij noodtoestand in het algemeen de redelijkheid van het gedrag van de verdachte een belangrijke rol speelt. Andere voorbeelden van culpa in causa bij noodtoestand betreffen de politieke delinquenten die zich tijdens de Tweede Wereldoorlog vrijwillig hadden aangemeld bij het vijandelijke leger. Voor de executie van burgers konden zij zich vervolgens niet beroepen dat zij niet konden weigeren, omdat zij dan zelf het risico liepen gedood te worden. Ook in het verkeer doen zich vaak noodsituaties voor waarbij er sprake is van culpa in causa. Te denken valt aan de automobilist die te hard door de bebouwde kom rijdt, vervolgens moet uitwijken voor een fietser en daardoor een voetganger schept.